# Terry Adams
Terry Adams, est un coureur cycliste américain qui pratique la discipline du flat en BMX, né le 9 août 1983, élu deux fois flatlandeur de l'année pour la NORA Cup (2005 et 2008).

## Biographie
Originaire de La Nouvelle-Orléans, il vit maintenant à Hammond, en Louisiane.
Il commence à pratiquer le BMX et en particulier le flat à l'âge de 12 ans. À 16 ans, il devient professionnel.
Après avoir remporté plusieurs compétitions importantes et s'est positionné au niveau mondial, Terry Adams a entrepris de médiatiser la pratique du BMX flat en faisant de nombreuses démonstrations ouvertes au grand public ainsi qu'en acceptant des interviews dans des magazines et sur des chaines de télévisions américaines,. Il a ainsi notamment participé au ellen show le 10 décembre 2009.
Il est sponsorisé par Odyssey, Raising Cane's, Flatware, Dan's Comp, Red Bull et Freegun Underwear.

## Palmarès et compétition
- 2010[3]
  - 1er au Twilight Jam en Géorgie
  - 5e au JomoPro à Jolin dans le Missouri
  - 6e au Fight with Flight à Indianapolis
  - 7e au Festival international des sports extrêmes (FISE) de Montpellier, 1er round du BMX Flatland World Circuit

- 2009[3]
  - 1er au Redd Bull Fight with Flight à Indianapolis
  - 1er au Twilight Jam en Géorgie

- 2008[3]
  - NORA Cup (rider de l'année)[5]
  - 1er au BMX Games à Sydney
  - 1er au Twilight Jam en Géorgie
  - 1er au Revelcon Contest à Vera Cruz au Mexique
  - 2e au North Coast Battle à Cleveland dans l'Ohio
  - 6e au Flatland VooDoo Jam à La Nouvelle-Orléans, 1er round du BMX Flatland World Circuit
  - 3e au BMXMAsters à Cologne en Allemagne, 2e round du BMX Flatland World Circuit

- 2007[3]
  - 1er au Red Bull 14 au Mexique
  - 3e au Circle of Balance à Tokyo
  - 1er au Flatland Unilimited à Toronto
  - 2e au Flatland VooDoo Jam à La Nouvelle-Orléans, 2e round du BMX Flatland World Circuit
  - 1er au Hong Kong Contest à Hong Kong
  - 2e au Flatground à Amsterdam, 3e round du BMX Flatland World Circuit
  - 1er au Flow Contest à Houston au Texas

- 2006[3]
  - 1er au Flatland Unlimited à Toronto
  - 1er au Flat Jam à Warwick
  - 2e au Moto Gournd Force à Singapour
  - 1er au Texas Round Up au Texas
  - 2e à la Battle at the Beach en Caroline du Sud
  - 1er au Flatground à Amsterdam

- 2005[3]
  - NORA Cup (rider de l'année)[5]
  - 1er au Flat Jam à Warwick
  - 2e à la Battle at the Beach, en Caroline du Sud
  - 1er au X Games en Corée
  - 1er au Texas Round Up au Texas
  - 1er aux Urban Games à Londres

- 2004[3]
  - 1er au Aspire BMX Video Contest
  - 2e au King of Ground à Tokyo
  - 2e au UGP Roots Jam à Orlando en Floride
  - 2e au Flatland Voodoo Jam à La Nouvelle-Orléans

- 2003[3]
  - 2e au UGP Roots Jam à Orlando en Floride
  - 2e au Elevation Contest à Houston au Texas

- 2002[3]
  - 1er au CFB Contest, à Joliet en Illinois
  - 1er au Flatland Fury, à New York
  - 1er au King of Ground à Tokyo